# Never Back Down
Never Back Down (Brasil: Quebrando Regras / Portugal: Até ao Último Combate) é um filme estadunidense, do gênero ação, estrelado por Sean Faris, Cam Gigandet, Amber Heard, Evan Peters e Djimon Hounsou. O filme estreou nos Estados Unidos em 14 de Março de 2008 e no Brasil em 15 de Agosto de 2008.

## Sinopse
Jake Tyler (Sean Faris) nunca vai atrás de problema, mas os problemas sempre o encontram, sobretudo desde a morte de seu pai. Assim que se muda de sua tranquila cidade em Iowa para o agito de Orlando, Jake tem de enfrentar um terreno ainda mais problemático ao ser incluído em uma liga de luta underground – um tipo de competição de MMA para adolescentes. Com a ajuda de seu amigo Max Cooperman (Evan Peters) e contrariando seu treinador durão Jean (Djimon Hounsou), Jake é incluído em uma campanha que o leva de volta às lutas. Terá que enfrentar um valentão e esnobe lutador Ryan McCarthy (Cam Gigandet).

## Elenco
- Sean Faris como Jake Tyler
- Cam Gigandet como Ryan McCarthy
- Amber Heard como Baja Miller
- Evan Peters como Max Cooperman
- Djimon Hounsou como Jean Roqua
- Leslie Hope como Margot Tyler
- Wyatt Smith como Charlie Tyler
- Drew Sidora como Tiffany West
- Tilky Jones como Eric
- Zach Myers como Jeff

## Trilha sonora
1. "Above and Below" - The Bravery
2. "Anthem for the Underdog" - 12 Stones
3. "Teenagers" - My Chemical Romance
4. "Someday" - Flipsyde
5. "Wolf Like Me" - TV on the Radio
6. "Under the Knife" - Rise Against
7. "Time Won't Let Me Go" - The Bravery
8. "Rock Star" - Chamillionaire & Lil Wayne
9. "Be Safe" - The Cribs
10. "Headstrong " - Trapt
11. "False Pretense" - The Red Jumpsuit Apparatus
12. "Orange Marmalade" - Mellowdrone
13. "You Are Mine" - Mutemath
14. "Stronger" - Kanye West
15. "Crank That (Travis Barker Rock Remix)" - Soulja Boy Tell 'Em & Travis Barker
16. "The Slam" - TobyMac
17. "…To Be Loved" - Papa Roach